# Аббад I
Абу́ль-Ка́сим Муха́ммад ибн Абба́д (араб. أبو القاسم محمد بن عباد‎; ум. 1042) — эмир Севильи в 1023—1042 годах, основатель династии Аббадидов. Известен также как Аббад I и Мухаммед I.

## Биография

Пиренейский полуостров в 1031 году.

Нет никаких сведений о дате рождения, детстве, начале карьеры этого мусульманского правителя, который около двух десятилетий вёл пограничные войны в центральной части Пиренейского полуострова для укрепления династического государства.
В истории Испании Аббад впервые появляется как кади (судья, единолично осуществляющий судопроизводство на основе законов шариата) Севильи незадолго до 1023 года, когда он взошёл на престол. Аббад утвердил себя на этом посту, объединив местных аристократов, которые страшились анархии, процветавшей в период гражданской войны в Кордовском халифате. После свержения с престола последнего халифа Кордовы Хишама III в 1031 году Аббад I был также признан сюзереном большей части распавшегося на тайфы Кордовского халифата.
С 1023 года до своей смерти в 1042 году Аббад непрерывно и успешно вёл войны против Фердинанда I Кастильского и Рамиро I Арагонского, а также против мелких мусульманских правителей. Он сумел сохранить свою власть, а основанная им династия Аббадидов продержалась до 1095 года.